# Gornje Polje
Gornje Polje (en serbe cyrillique: Горње Поље) est un village de l'ouest du Monténégro, dans la municipalité de Nikšić.

## Démographie

### Évolution historique de la population
| 1948 | 1953 | 1961 | 1971 | 1981 | 1991 | 2003 |
| ---- | ---- | ---- | ---- | ---- | ---- | ---- |
| 392  | 404  | 447  | 313  | 248  | 207  | 202  |